# Bugatti Type 56

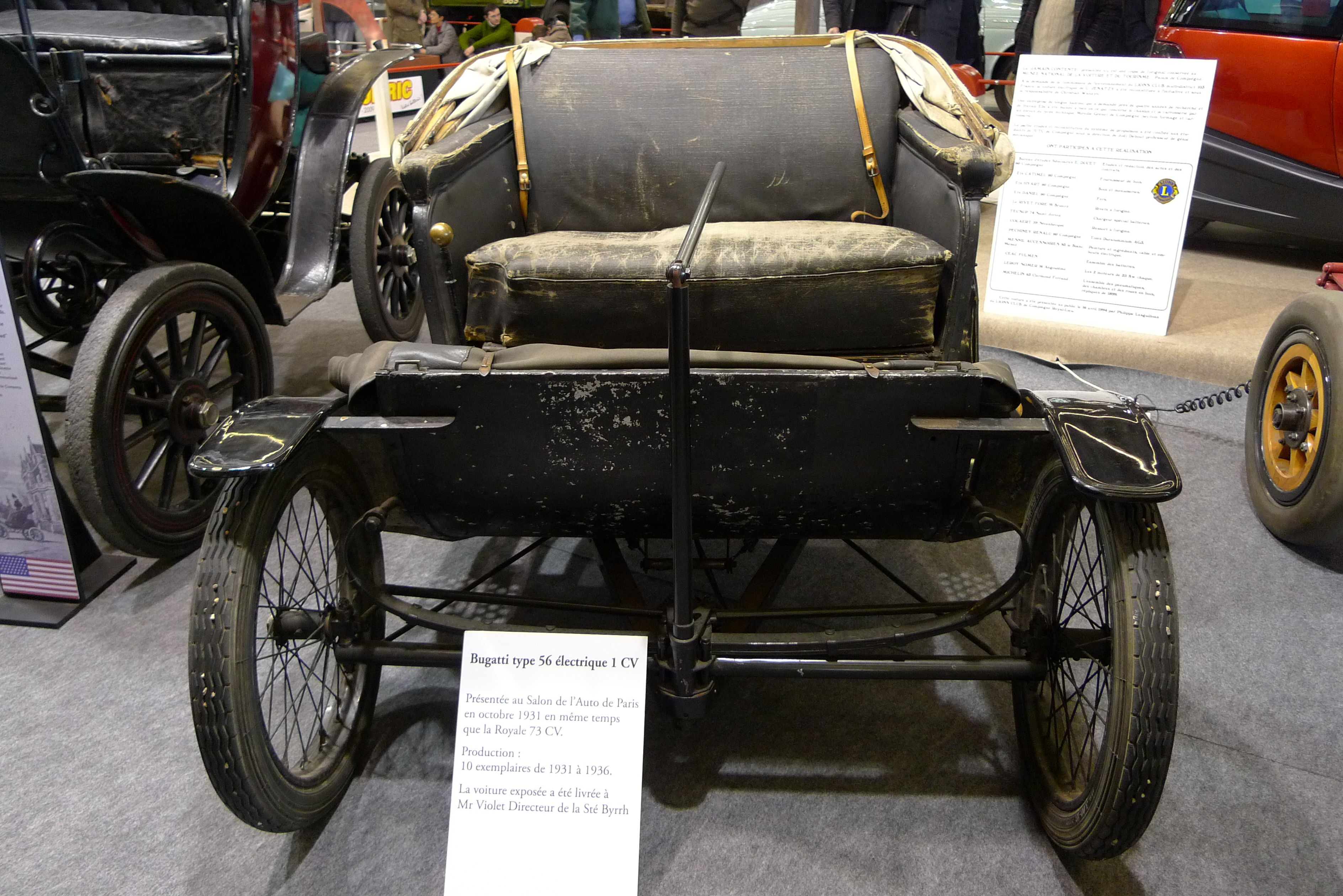
Der Wagen von Herrn Violet

Der Bugatti Type 56 ist ein Pkw-Modell. Hersteller war Bugatti in Frankreich.

## Beschreibung
Ettore Bugatti entwarf die Pläne für dieses kleine Elektroauto und ließ es für sich anfertigen. Gedacht war es für seinen persönlichen Gebrauch innerhalb des Werks in Molsheim, aber auch in der näheren Umgebung seines Hauses. Es war für den Straßenverkehr zugelassen. Auf Kundenwunsch entstanden weitere Fahrzeuge.
Ein Elektromotor ist direkt an der Hinterachse eingebaut und treibt sie an. Der Motor leistet 1 PS. Sechs Batterien mit jeweils 6 Volt ergeben zusammen 36 Volt. Genannt werden 100 Ah. Die Höchstgeschwindigkeit ist mit 25 km/h bis 28 km/h angegeben.
Das Fahrgestell besteht aus Holz und Stahl. Die Abmessungen sind nicht bekannt. Eine Sitzbank bietet Platz für zwei Personen. Dazu gibt es ein Verdeck. Gelenkt wird mit einem Lenkhebel, der zentral angeordnet ist. Äußerlich ähnelte der Phaeton den Fahrzeugen aus der Zeit um 1900. Das Leergewicht beträgt etwa 360 kg.

## Bauzeit und Stückzahl
Eine Quelle gibt die Bauzeit mit 1931 bis 1932 an, eine zweite mit 1931 bis 1933 und eine dritte mit 1931 bis 1936. 1931 als Beginn passt gut zur Typenbezeichnung, denn Bugatti vergab sie chronologisch, und der Type 55 erschien im Oktober 1931.  Außerdem ist überliefert, dass ein Type 56 auf dem Pariser Autosalon im Oktober 1931 ausgestellt war. Eine andere Quelle nimmt 1928 bis 1931 an, was allerdings nummerisch nicht passt.
Als Stückzahl werden fünf bis sechs, sechs und zehn genannt. 
Laut einer Quelle existieren noch zwei Fahrzeuge.
Abbildungen zeigen dagegen Fahrzeuge in vier Farbgebungen:
- Gelbe Karosserie, gelbe Spritzwand, dunkle Polster, der Wagen von Ettore Bugatti, ausgestellt in der Cité de l’Automobile in Mülhausen
- Gelbe Karosserie, schwarze Spritzwand, helle Polster,[6] geliefert an Herrn Violet von der Brauerei Byrrh
- Orangefarbene Karosserie, dunkle Spritzwand, dunkle Polster[3]
- Blaue Karosserie, dunkle Spritzwand, helle Polster, Fahrgestellnummer 56106, das 1990 versteigert wurde.[8] Möglicherweise erhielt es später eine andere Farbe.